# Parlamento da Albânia
O Parlamento da Albânia (Kuvendi i Shqipërisë) é a sede do poder legislativo da Albânia, o parlamento é no formato unicameral e conta atualmente com 144 membros eleitos para mandatos de 4 anos por representação proporcional em lista fechada em 12 condados eleitorais, o parlamento foi fundado em 1912 como a Assembleia da Vlora após a independência do Império Otomano.

## Bancadas parlamentares
| Partido                           | Partido                           | Votos     | %     | Cadeiras | +/– |
| --------------------------------- | --------------------------------- | --------- | ----- | -------- | --- |
|                                   | PSSh                              | 768 134   | 48.67 | 74       | 0   |
|                                   | PDSh-PRSh                         | 622 234   | 39.43 | 59       | 16  |
|                                   | LSI                               | 107 521   | 6.81  | 4        | 15  |
|                                   | PSD                               | 35 475    | 2.25  | 3        | 2   |
| Total de votos válidos            | Total de votos válidos            | 1 578 117 | 95.00 | –        | –   |
| Votos inválidos (brancos e nulos) | Votos inválidos (brancos e nulos) | 83 059    | 5.00  | –        | –   |
| Total de votos registrados        | Total de votos registrados        | 1 661 176 | 46.29 | –        | –   |
| Eleitorado apto a votar           | Eleitorado apto a votar           | 3 588 869 | 100   | –        | –   |